# Limnophila (Limnophila) lepida
Limnophila (Limnophila) lepida is een tweevleugelige uit de familie steltmuggen (Limoniidae). De soort komt voor in het Australaziatisch gebied.